# Dioncounda Traoré
Dioncounda Traoré (ur. 23 lutego 1942 w Kati) – malijski matematyk i polityk, minister spraw zagranicznych w latach 1994–1997, przewodniczący Zgromadzenia Narodowego od 3 września 2007 do 22 stycznia 2014. W następstwie zamachu stanu, od 12 kwietnia 2012 do 4 września 2013 pełniący obowiązki prezydenta Mali. 

## Życiorys
Dioncounda Traoré urodził się w 1942 w mieście Kati, w którym rozpoczął również swoją edukacją. W 1961 ukończył liceum Lycée Terrasson de Fougères w Bamako. W 1962 podjął roczny kurs języka rosyjskiego w Moskwie. W latach 1964–1965 studiował na Wydziale Mechaniki i Matematyki Uniwersytetu Moskiewskiego, następnie od 1965 do 1970 na Wydziale Nauk algierskiego Uniwersytetu M’Hamed Bougara Boumerdes. Od 1970 do 1973 kształcił się na matematycznych studiach podyplomowych. W tym czasie nauczał również w liceum w Algierze. Od 1973 do 1975 był asystentem na Wydziale Nauk Uniwersytetu M’Hamed Bougara Boumerdes. W latach 1995–1997 doktoryzował się na Université de Nice - Sophia Antipolis w zakresie czystej matematyki.
W 1977 powrócił do Mali, gdzie objął posadę profesora w kolegium nauczycielskim Ecole normale supérieure w Bamako (1977–1980). Za swoją działalność związkową został zatrzymany i uwięziony przez reżim prezydenta Moussy Traoré. 
W 1982 został profesorem matematyki w szkole wyższej Ecole Nationale d’Ingénieur (ENI) w Bamako. W latach 1991–1992 pełnił funkcję jej dyrektora. Na początku lat 90. przystąpił do działającego wówczas w podziemiu ruchu politycznego Alians dla Demokracji w Mali – Panafrykańska Partia na rzecz Wolności, Solidarności i Sprawiedliwości (Alliance pour la Démocratie en Mali-Parti Pan-Africain pour la Liberté, la Solidarité et la Justice, ADEMA-PASJ), sprzeciwiającego się polityce prezydenta Traoré. Po obaleniu Traoré w wojskowym zamachu stanu w marcu 1991, w kraju zorganizowane zostały w roku następnym wolne wybory parlamentarne i prezydenckie, w których ADEMA odniosła podwójne zwycięstwo. W latach 1992–1993 zajmował stanowisko ministra spraw publicznych, pracy i modernizacji administracji. Od 1993 do 1994 był ministrem stanu i ministrem obrony, a od 1994 do 1997 ministrem stanu i ministrem spraw zagranicznych. 
W 1997 uzyskał mandat deputowanego do Zgromadzenia Narodowego w okręgu Nara. Przez całą kadencję parlamentu (1997–2002) stał na czele klubu parlamentarnego ADEMA-PASJ. W październiku 2000 został wybrany przewodniczącym partii. W wyborach w lipcu 2002 utracił miejsce w parlamencie. W kolejnych wyborach w czerwcu 2007 ponownie wszedł w jego skład. 3 września 2007 został wybrany przewodniczącym Zgromadzenia Narodowego, uzyskując 111 spośród 145 głosów. 30 lipca 2011 uzyskał nominację partii do wyborów prezydenckich planowanych przed zamachem stanu na 29 kwietnia 2012. 
W chwili wybuchu zamachu stanu w Mali 21 marca 2012 przebywał z wizytą w Burkina Faso. Junta wojskowa na czele z kapitanem Amadou Sanogo ogłosiła rozwiązanie wszystkich instytucji republiki, w tym również Zgromadzenia Narodowego i przejęcie władzy w kraju. Dopiero 6 kwietnia 2012, pod naciskiem ECOWAS i w obliczu opanowania północy Mali przez tuareskich rebeliantów, przystała na przekazanie władzy w ręce cywilne. Zgodnie z zawartym porozumieniem, Traoré miał objąć stanowisko tymczasowego prezydenta, co pozostawało w zgodzie z przepisami konstytucji przewidującej sukcesję prezydencką przez przewodniczącego parlamentu. Jego głównym zadaniem miało być zorganizowanie wolnych wyborów na terenie całego kraju w ciągu 40 dni. 
7 kwietnia 2012 powrócił do Mali, deklarując że jego pierwszym celem będzie powołanie nowych instytucji państwowych w celu rozwiązania sytuacji na północy kraju. 12 kwietnia 2012 został oficjalnie zaprzysiężony na stanowisku tymczasowego prezydenta kraju. 21 maja 2012 w wyniku ataku demonstrantów na pałac prezydencki w Bamako, Dioncounda został pobity do nieprzytomności i z urazami głowy trafił do szpitala. Trzech atakujących zostało zabitych przez jego ochronę.